# Fernando Lerdo de Tejada Luna
Fernando Francisco Lerdo de Tejada Luna (Ciudad de México, 29 de enero de 1951) es un abogado y político mexicano, miembro del Partido Revolucionario Institucional. Ha sido diputado local, federal y constituyente, procurador federal del Consumidor y vocero de la presidencia de la República.
Es presidente y director general de Estrategia Total, Firma de Cabildeo, Asuntos Públicos, Relaciones Públicas y Comunicación estratégica, fundada en 2001, donde dirige las actividades de cabildeo y comunicación a través de contactos de alto nivel en los sectores público, privado, medios de comunicación y líderes de opinión.

## Carrera política
Abogado con dos maestrías por la Universidad de Stanford. Fue diputado constituyente en la Asamblea Constituyente de la Ciudad de México de 2016 a 2017 y diputado federal por el VIII Distrito Electoral Federal de Ciudad de México en la LV Legislatura del Congreso de la Unión de México de 1991 a 1994.

Durante la presidencia de Ernesto Zedillo, fue titular de la Procuraduría Federal del Consumidor de México de 1994 a 1997, y director general de Comunicación Social y Vocero de la Presidencia de la República de 1997 a 2000.